# Jau-bi’di
Jau-bi’di, Ilu-bi’di – władca aramejskiego królestwa Hamat, współczesny asyryjskiemu królowi Sargonowi II (722-705 p.n.e.), z którego inskrypcji jest znany.

## Imię
Imię tego władcy w transliteracji z pisma klinowego zapisywane jest m/dia-ú-bi-i'-di i m/dia-bi-i'-[di], ze spotykanymi wariantami mi-lu-ú-bi-i'-di i mDINGIR-bi-i'-di. Zdaniem uczonych mogło to być hebrajskie imię teoforyczne.

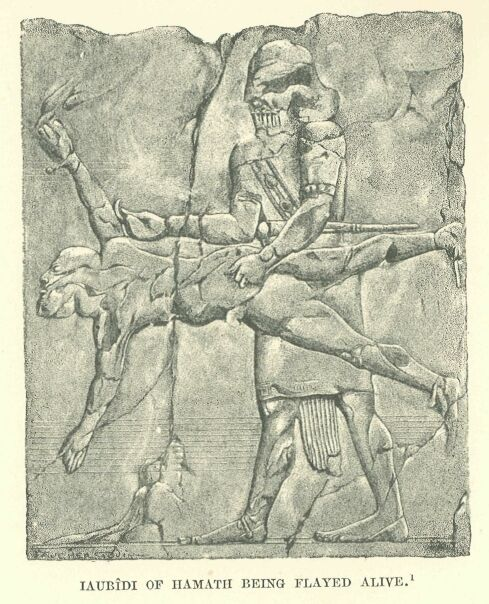
Śmierć Jau-bi’di-ego

## Panowanie
W 720 r. p.n.e. Jau-bi’di stał się przywódcą antyasyryjskiego powstania, do którego dołączyły miasta Arpad, Simirra, Damaszek i Samaria. W swych inskrypcjach Sargon II nazywa go „człowiekiem z gminu, uzurpatorem, złym Hetytą” (șāb hupši la bēl kussî hattû lemnu), „niegodnym pałacu” (la šininti ekalli) i „buntownikiem” (hammā'u). Wojska Jau-bi’di i jego sojuszników pokonane zostały przez armię Sargona II w 720 r. p.n.e. w bitwie pod Karkar. Po przegranej Jau-bi’di schronił się w mieście Karkar, ale po jego zdobyciu przez Asyryjczyków został przez nich pojmany. Wraz ze swą rodziną zabrany on został do Asyrii, gdzie Sargon II kazał obedrzeć go żywcem ze skóry, co przedstawione zostało na jednym z reliefów w Dur-Szarrukin.